# ألكسندر نيليدوف
ألكسندر إيفانوفيتش نيليدوف (1835 - 1910) (بالروسية: Александр Иванович Нелидов) هو دبلوماسي روسي، كان سفيراً لدى إيطاليا (1897-1903)، وسفيرا لدى فرنسا (1907-1910). أصبح معروفا في وقت تحرير معاهدة سان ستيفانو سنة 1878.

## مسيرته
ولد في سانت بطرسبرج، ودرس القانون واللغات الشرقية في جامعة سانت بطرسبرج.
التحق بالخدمة الدبلوماسية في عام 1855. وكان أمينًا للسفارات الروسية في أثينا وميونيخ وفيينا.
في عام 1872 أصبح مستشارًا للسفارة الروسية في القسطنطينية. أدار المكتب الدبلوماسي في مقر الجيش الروسي خلال الحرب الروسية العثمانية (1877-1878). كان جزءًا نشطًا في المفاوضات التي أدت إلى معاهدة السلام في سان ستيفانو، وبعدها معاهدة برلين (1878).
كان سفيرا في ساكسونيا في 1879. ساعد نيليدوف على تسوية المسألة الأرمنية وصعوبات البلقان. كان سفيراً لإيطاليا (1897-1903) وسفيرًا في فرنسا (1903-1910).
ترأس مؤتمر لاهاي للسلام عام 1907.
توفي إثر سكتة دماغية في 18 سبتمبر 1910.

## روابط خارجية
- (بالروسية) Alexandre Nelidov (dictionnaire diplomatique)